# Monasterio de la Real
El Monasterio de la Real o Monasterio de Santa María de la Real está situado en el barrio del Secar de la Real y a tres kilómetros de las antiguas murallas de la ciudad de Palma.

## Historia
Fue construido al poco de la conquista catalana en 1229 con la aprobación del rey Jaime I de Aragón. De estilo gótico mediterráneo, este monasterio fue uno de los lugares más queridos del beato Ramon Llull.
La zona siempre ha estado surcada por canales o fuentes de agua (Font d'en Baster i Font de la Vila); esto fue uno de los motivos más importantes para su construcción, además de haber sido el lugar donde las tropas del rey don Jaime se establecieron poco antes de comenzar la última batalla antes de tomar Mallorca a los sarracenos.
Los primeros habitantes del monasterio fueron monjes de la orden del Cister, muy vinculados a la familia del rey Jaime I. El monasterio de la Real fue una fundación del monasterio de Poblet.
El 13 de septiembre de 1232 el rey Jaime I concedió al conde Nuño Sánchez la facultad de construir un monasterio en Mallorca y la emplazó a La Real (1239). Ese mismo año, los monjes del Císter, procedentes de Poblet, se instalaron en la posesión de Son Cabrer. El 1266 se trasladaron al actual monasterio. Más adelante, Ramon Llull se instaló en el monasterio por una larga temporada. Empezó a escribir muchas obras entre sus muros ("Arte General" o "Blanquerna" entre otros). 
El 6 de febrero de 2006, el Consejo de Mallorca lo declaró BIC (Bien de Interés Cultural). 